# 新川崎A地区
新川崎A地区（しんかわさきエーちく）は、神奈川県川崎市の新川崎地区にある開発地区。

## 概要
新川崎地区は、商業・業務・居住等諸機能の整備・誘導と併せて、ものづくり・研究開発機能の強化を通じた産業の創出・育成及び市民利用機能の整備を図る地区として位置づけられている。
このうち、新川崎A地区は、研究開発・ものづくり機能の強化を図る地区として、周辺市街地環境との調和に配慮しつつ、研究開発機能の導入を図ることとされ、現在、自然科学系の研究開発機関又は研究開発型の高度な技術力をもつ中堅・中小製造業の集積を図っており、川崎市により進出希望企業の誘致が行われていた。
同地区はJR横須賀線と三菱ふそうトラック・バス川崎工場に挟まれたうなぎの寝床のような土地で、ここを10区画に分けて分譲（一部貸付）を行う。
2012年（平成24年）5月8日に進出を希望する企業から入札書の提出があり、これで全ての区画への進出企業が決定した。一部の企業はすでに操業を開始している。

## 進出企業
（区画番号順、新川崎駅寄りから）
- 共進精機株式会社
- ニデック株式会社
- エイヴィエルジャパン株式会社
- 株式会社ショウエイ
- 株式会社東計電算
- 春日電機株式会社
- 株式会社ミツミネ電子
- 株式会社テレカルト

## 交通アクセス
- 横須賀線・湘南新宿ライン新川崎駅から徒歩5分。
- 南武線鹿島田駅・平間駅から徒歩10分。